# グラナダ -究極科学探検隊-
『グラナダ -究極科学探検隊-』（グラナダ きゅうきょくかがくたんけんたい）は、いとうみきおによる日本の冒険活劇漫画作品。

## 概要
読切「ジュゲムジュゲム」（後述）を元に、『週刊少年ジャンプ』（集英社）誌上において2003年1号から16号まで連載。単行本はジャンプ・コミックスより全2巻。
物語は大きく2つに分類される。
1. 現在編（1正典 - 6正典）
2. 過去回想編（6正典 - 最終正典）

## ストーリー
現在編（1正典 - 6正典、最終正典）
現代科学を凌駕する高度な科学を持ちながらも滅びた文明・グラナダ。その究極の科学が記されたグラナダの正典（キャノン）を66冊手に入れたとき、どんな願いも叶うという。グラナダ・キャノンを手に入れるため、ジュゲムと太郎は冒険を続ける。
過去回想編（6正典 - 最終正典）
正典を探す冒険の途中、戦いの合間。ジュゲムはアトムの副作用である極度の脳の疲労により、過去の幻を見る。
ワイリー・フィリッポ博士のもとに、雷鳴とともに空から落ちてきたゆりかご。中から出てきたのは、現代文明のものとは思えない服をまとい、有機物を強制的に分解する6つのリングを手に握った謎の少年だった。博士は少年に『ジュゲム』と名前をつけ、息子のように育てる事にする。
ジュゲムが二神家の養子となり、小学校に通いだした頃のこと。博士の家の隠し部屋にて、ジュゲムは自分の出自の謎を知る。超古代文明グラナダ最後の生き残り、それがジュゲムだというのだ。
それから時を同じくし、ジュゲムの前に義眼の男が現れる。グラナダからの使者だと名乗る男・アシューはジュゲムのことを、グラナダ滅亡の運命を書き換える事の出来る唯一の存在だという。

## 備考
いとうみきおがシャーロキアンであること、この作品のメインとなる舞台が英国である事から、表題にもなった古代文明「グラナダ」の名は、スペインのグラナダではなくシャーロック・ホームズシリーズの実写版ドラマを放映したグラナダテレビから取られたと考えられる。なお、シャーロック・ホームズシリーズにて、原作者コナン・ドイルによって書かれた60編の小説はシャーロキアンに正典（キャノン）と呼ばれており、これに外典とされるドイル自身によるホームズ作品の戯曲・パロディなどの6作品を加えると丁度66編。これがいとうみきおによる意図的なものか、それとも単なる偶然は定かではないが、作中の「グラナダの正典」と同じ数となる。
2003年という連載時期のため、「アメリカの機密情報」の中にアポロ計画陰謀論の証拠が出てくる。

## 登場人物

### メインキャラ
二神ジュゲム（ふたがみ じゅげむ / エクエス）
本作の主人公。バカフェッサーの元で幼少時代を過ごす。
実は彼自身もグラナダ人で、過去の世界から現代に託された、運命を書き換える事のできるアカシック遺伝子を組み込まれた人間。グラナダでは「エクエス」という実験体呼称で呼ばれていた。ゴッドリングアトムを唯一使いこなせる。
森太郎（もり たろう）
ジュゲムの唯一の友人。知恵が優れ、ジュゲムの諌め役。
ワイリー・フィリッポ（通称：バカフェッサー）
グラナダの科学を唯一信じていたが、昔は飲んだくれであった。ジュゲムと出会ってから再び夢を見るようになった。現在は生死不明。
ナスカ・グリーンウッド
ヒロイン。イギリス人と日本人のハーフ。本編には登場しない。

### 二神家
二神碧（ふたがみ みどり）
ジュゲムの義母。
橋本（はしもと）
碧に仕える運転手。

### グラナダ人
アシュー・ジェニウス
究極の科学を作り上げた偉大なる9人（メンバーナイン）の一人。17人のクローン人間がいる。8号は臆病で、12号は破壊衝動を持つ。人間不信。
ヴィエルジュ
究極の科学を作り上げた偉大なる9人（メンバーナイン）の中心人物。ジュゲムを造り、その後未来へと託した。

## グラナダの正典の在処
ジュゲムたちは最終正典までで合計19冊の正典を手に入れている。
ギャレットコレクション（全28冊）：2冊目
ギャレットが書いた手書き原本。中にグラナダの正典であるミスリルペーパーをまぎれこませた。
東京ピラミッド（メビウスの部屋）：3冊目
東京の地下にあるピラミッド状の建物。バリアを張っているため、火山灰や土などは入らない。
宙を舞うピラミッド（エジプト）：19冊目
ミイラが襲ってくる。

## グラナダ科学の発明品
ゴッドリング アトム
意思を持つ指輪。有機物を強制的に分解する。「ジュゲムを守る」というヴィエルジュの意志が組み込まれているため、ジュゲムが触れても分解はされない。
重量コントロール ゼビルス55号機
重力を完全遮断し、浮遊する機械。
ミスリルペーパー
燃えない紙。グラナダの正典2冊目。
ハイ・ドライド
グラナダが静止軌道上に打ち上げた衛星兵器を発動させるための通信機。万里の長城を破壊するほどの威力を持つ。
キャノンチェイサー
グラナダの正典の固有放射線を感知する機械。
メビウスの部屋（東京ピラミッド）
日本の東京に辺る場所にあるピラミッド状の建物。ピラミッドの中では10秒が24時間。メビウスになっていて、絶対に出ることができない。
機動粘土（モビルクレイ）
電気を溜め込む粘土を応用してできたグラナダの科学。動く物体のみ攻撃する。
機動粘土（合体版）数体の機動粘土が合体することによって正典の固有放射線を追う機械となる。

## 用語
グラナダ
1万年前に栄え、現代科学をも凌駕する科学力を持ちながらも滅びた文明。本の表題が『GRANADA』と読める字で書かれていたため、そう呼ばれている。
正典（キャノン）
全66冊からなるグラナダの究極の科学を記した書物。古代グラナダ言語で書かれている。全て集め解読をし力を受け継ぐことで、この世で叶わないことはなくなる。
メビウスシステム
メビウスの輪のごとく表であり裏であり表でなく裏でもない空間。空間・時間が歪められている。
幻視ミラージュ
脳の疲労の表れとして幻を見る現象。ジュゲムのアトムが使えなくなる前ブレ。
地球全史（ジアースオブメモリ）アカシックレコード
例えるなら1万ページにも及ぶ歴史年表。この世に存在する全ての行動がアカシックレコードによって決定付けられている。
ジュゲム（寿限無）
日本の落語から取っていて、とても縁起のいい言葉。バカフェッサーの犬の名前であり、主人公の名前でもある。
エクエス
グラナダ人によって創造られたアカシック遺伝子を組み込まれた人間、究極の究極の科学。歴史を書き換えることができるらしい。

## 書誌情報
- いとうみきお『グラナダ -究極科学探検隊-』集英社〈ジャンプ・コミックス〉
  1. 「不可能はない！」2003年7月9日初版発行
    - 収録：『週刊少年ジャンプ』2003年1号 - 9号掲載分（1正典 - 7正典）

  2. 「教えてバカフェッサー」2003年9月9日初版発行
    - 収録： 『週刊少年ジャンプ』2003年10号 - 16号（8正典 - 最終正典）、「ロマンタジーノ」

## ジュゲムジュゲム
『週刊少年ジャンプ』2002年29号掲載。『グラナダ』の前身とされる作品である。当時『Kiss』にほぼ同名のタイトルの連載漫画（ケイケイ『ジュゲム・ジュゲム』）があったこともあり、連載化にあたってタイトル変更となった。

### あらすじ
いかなる希少本でも探し出す、本の探偵・二神ジュゲム。その正体は、“究極科学の書”グラナダの正典（キャノン）を追い求める「コレクター」の異名を持つ怪盗であった。今宵の彼の目的は、「ギャレットの悪魔本」シリーズ（ギャレットコレクション）最後の一冊。中世の時代、魔女と称されたギャレットは、自分の所有していた正典を自著の手書き原版に分割して隠していた。
ギャレットの遺した正典を手に入れるため、彼女の著書を収集している悪魔本コレクター・橘に取り入ったジュゲムは、彼の命により、原本を手に入れるべく警視庁へ侵入する。科学の叡智"ヘキサゴンリング・アトム"、天駆ける流星"コスモハイウェイ"。魔法のような科学兵器でいかなる警備もかいくぐり、華麗に消え失せるその所業。神か悪魔か、それとも…？

## ロマンタジーノ

### 赤マルジャンプ版
『赤マルジャンプ』1998年SUMMER掲載（伊藤幹雄名義）アンケートは新人勢中2位。いとうみきおのデビュー作であり、『グラナダ』の2巻に掲載されている。

#### あらすじ
悪党はびこる西部の荒野。勢力を広げる強盗団「アルデンティーニ団」を狙い、賞金稼ぎ達が待ちうける田舎町・ヴェルディータウンの酒場に、百銃（ひゃくがん）ジーノと名乗る男がやってくる。コートの中には銃百丁、伝説を作るために悪人を倒す正義の味方だと言い張るジーノ。酒場の看板娘・ノアは、母親の眠るこの町を、正義の味方なら守ってほしいとジーノに願う。そんな中、アルデンティーニ団が騎兵隊に倒されたとの一報が入る。しかしそれはアルデンティーニ団の罠だった。騙し討ちを受けて、酒場もろとも壊滅状態に追い込まれる賞金稼ぎたち。
町を守るため、ノアとの約束を果たすため、百銃ジーノが立ち上がる。

#### 登場人物
| 名前                     | 職業                     | 武器               | 備考                                 |
| ------------------------ | ------------------------ | ------------------ | ------------------------------------ |
| 百銃ジーノ               | 正義の味方（賞金かせぎ） | 百丁にもあたる拳銃 | コートの中には無数の拳銃が入っている |
| ノア                     | SALOON NOAの看板娘       | なし               | 母は既に死亡                         |
| 爆腕原人アルデンティーニ | アルデンティーニ団の長   | 鬼岩城             | 唯一鬼岩城を放つことができる         |
| 弾丸ストライク           | 賞金かせぎ               | 拳銃               | ブラインドショットを放つことができる |
| S.K ビズリー             | 賞金かせぎ               | 詳細不明           | 詳細不明                             |
| ミゼット・リンク         | 賞金かせぎ               | 二丁拳銃           | 詳細不明                             |
| スクランブル・エッジ     | 賞金かせぎ               | 詳細不明           | 詳細不明                             |

### 週刊少年ジャンプ版
『週刊少年ジャンプ』1999年10号掲載。

#### あらすじ
伝説を作るため西部を行く、自称正義の味方ジーノが狙うは賞金稼ぎ潰し（ハンタークラッシュ）エストラゴン。なみいる手錬の者達がエストラゴンに挑んだが、誰一人として生還した者は居ない。破れた賞金稼ぎ達の亡骸は、彼等の無様な敗走を示すかのように、皆一様に背中から撃たれていた。

#### 登場人物
百銃ジーノ
主人公。
ノア
酒場SALOON NOAの看板娘。
エストラゴン
「ハンタークラッシュ」の異名を持つ賞金首。
バルバロッサ・ベルナール
打ち出された弾丸を指で掴むことが出来る「マジックハンド」の持ち主にして、名うての賞金稼ぎ。現在は賞金稼ぎを引退し、隠居生活を送っていたが、エストラゴンを屠るため病魔を押し復帰。
マイケル・ピート
賞金稼ぎ達の活躍を記事にすべく、酒場に居座る新聞記者。